# Malaïka Télévision
Malaïka tv est une chaîne de radiotélévision généraliste, commerciale et privée émettant depuis la ville de Lubumbashi dans la province du Haut-Katanga en République démocratique du Congo.